# الروقة (البحيرة)
قرية الروقة هي إحدى القرى التابعة لمركز إيتاي البارود في محافظة البحيرة في جمهورية مصر العربية. حسب إحصاءات سنة 2006، بلغ إجمالي السكان في الروقة 4089 نسمة، منهم 2027 رجل و2062 امرأة.